# Пісняр-лісовик чорногорлий
Пісняр-лісовик чорногорлий (Setophaga virens) — дрібний комахоїдний птах з роду Setophaga родини піснярових (Parulidae). 

## Назва
Українська видова назва походить від чорного забарвлення горла і грудей самців (у самиць світліше, плямками).

## Поширення
Пісняр-лісовик чорногорлий у гніздовий період поширений смугою по східній Північній Америці аж до Нової Шотландії, широкою плямою довкола Великих Озер і через центральну Канаду, за винятком крайньої півночі — у Саскачевані, Манітобі, Онтаріо та Квебеку. На зимівлю мігрує на схід Мексики, займаючи всю Центральну Америку, Кариби і північну смугу Південної Америки. Гніздиться переважно в ялинових, а також інших хвойних, дуже рідко — листяних лісах; специфічно на атлантичному узбережжі — в таксодієвих болотистих лісах, а на зимівлі трапляється у всіх видах лісових угідь, зокрема в передгір'ях.